# V644 Андромеды
V644 Андромеды (лат. V644 Andromedae) — одиночная переменная звезда в созвездии Андромеды на расстоянии (вычисленном из значения параллакса) приблизительно 7252 световых лет (около 2223 парсеков) от Солнца. Видимая звёздная величина звезды — от +10,73m до +10,53m.

## Характеристики
V644 Андромеды — красный гигант, пульсирующая полуправильная переменная звезда (SR:) спектрального класса M. Радиус — около 80,27 солнечных, светимость — около 690,65 солнечных. Эффективная температура — около 3303 К.